# Blang Patra
Blang Patra is een bestuurslaag in het regentschap Aceh Utara van de provincie Atjeh, Indonesië. Blang Patra telt 232 inwoners (volkstelling 2010).